# 钩蛇
钩蛇是中国传说中的妖怪
《山海經·中山經》 体长有七八丈，尾端分叉，会在水里用尾钩把岸上的人和牛钩入水里吃。晉 郭璞 註
《续博物志》卷二：“ 先提山有钩蛇，长七八丈，尾末有岐，蛇在山涧水中，以尾钩岸上人牛食之。”宋·李石 
《滇海虞衡志校注》：“钩蛇，出永昌，此古所传也。言其尾长，能钩岸上人与物而食，亦鳄之类也。今不闻有此事，其亦他徙而去欤？潮州无鳄鱼，永昌无钩蛇，见生聚之胜也。
《續博物志》和《滇海虞衡志校注》有记载“今永昌郡有钩蛇，长数丈，尾岐，在水中钩取岸上人牛马啖之。”。晋·郭璞注